# Гидроксид нептуния(IV)
Гидроксид нептуния(IV) — неорганическое соединение,
гидроксид нептуния
с формулой Np(OH)4,
бурое или серо-зелёное аморфное вещество,
не растворяется в воде.

## Получение
- Осаждение растворами щелочей растворимых соединений нептуния(IV):

{\displaystyle {\mathsf {NpCl_{4}+4NaOH\ {\xrightarrow {}}\ Np(OH)_{4}+4NaCl}}}
- Реакция металлического нептуния с горячей водой, насыщенной кислородом:

{\displaystyle {\mathsf {Np+2H_{2}O+O_{2}\ {\xrightarrow {90^{o}C}}\ Np(OH)_{4}}}}

## Физические свойства
Гидроксид нептуния(IV) образует бурое или серо-зелёное аморфное вещество.
Не растворяется в воде.
Образует гидрат переменного состава Np(OH)4•xH2O.

## Химические свойства
- Разлагается при нагревании:

{\displaystyle {\mathsf {Np(OH)_{4}\ {\xrightarrow {T}}\ NpO_{2}+2H_{2}O}}}